# Aeroportul Center Island
Aeroportul Center Island (IATA: CWS, FAA LID: 78WA) este un aeroport din Washington, Statele Unite ale Americii.
Situat la o altitudine de 35 m, aeroportul dispune de 1 pistă.

## Infrastructură

### Piste
Aeroportul dispune de o singură pistă. Pista 17/35 are dimensiunile 1.600 picioare × 100 picioare. 